# Тадеуш Твароговський
Тадеуш Твароговський (пол. Tadeusz Twarogowski, 12 січня 1915, Сведзебня — пом.1989) — польський письменник-фантаст і перекладач, а також автор науково-популярних творів.

## Біографія
Тадеуш Твароговський народився у 1915 році в Сведзебні. У літературі дебютував у 1948 році збіркою «Чаша переходу» (пол. Puchar Przechodni), співавтором якої був Ярослав Нецецький. Оповідання письменника регулярно публікувалися в журналі «Młody Technik», частина з них увійшли до збірки «Поразка диктатора» (пол. Klęska dyktatora), яка вийшла друком 1976 року. У 1971 році вийшов друком єдиний науково-фантастичний роман письменника, написаний у жанрі космічного пригодницького роману, «У країні срібного Гарікі» (пол. W krainie srebrnego Hariki), в якій розповідається про погоню в космосі двох героїв роману за бунтівним роботом. Тадеуш Твароговський є також автором низки науково-популярних творів, переважно оповідей про науковців та діячів культури. Твори письменника перекладені російською та словацькою мовою мовами. Сам Твароговський також відомий своїми перекладами з російської мови, зокрема роману Костянтина Волкова «Зірка ранкова» (польською мовою вийшов під назвою Wenus gwiazda zaranna).

## Твори

### Романи
- У країні срібного Гарікі (пол. W krainie srebrnego Hariki, 1971)

### Збірки
- Чаша переходу (пол. Puchar Przechodni, у співавторстві з Ярославом Нецецьким, 1948)
- Поразка диктатора (пол. Klęska dyktatora, 1976)

### Науково-популярні книги
- Переможець блискавок (пол. Pogromca piorunów, 1958)
- Три річниці (пол. Trzy Rocznice, 1959)
- Великий самоук (пол. Wielki samouk, 1961)
- Замах у Сараєво (пол. Zamach w Sarajewie, 1962)
- Дорога до Кембріджа (пол. Droga do Cambridge, 1963)
- Рифський орел (пол. Orzeł Rifu, 1964)
- Бібліотекар короля Яна (пол. Bibliotekarz Króla Jana, 1971)
- Кров'ю і шрамами. З історії польської зброї (пол. Krwią i blizną. Z dziejów oręża polskiego, 1972)
- Їх захопленням була фізика (пол. Ich pasją była fizyka, 1976)
- Шоколадний сон (пол. Czekoladowy Sen, 1976)
- Астроном їх королівської величності (пол. Astronom ich królewskich mości, 1977)

### Оповідання
- Дон Пабло не повернеться (пол. Don Pablo nie wróci, 1957)
- Таємниця загиблого корабля (пол. Tajemnica zaginionego lądu, 1976)
- Тип із темної зірки (пол. Typ spod ciemnej gwiazdy, 1976)

### Переклад
- Wenus Gwiazda Zaranna (автор Костянтин Волков, 1960, в серії «Klub 7 Przygód»)